# Adamantisaurus
Az Adamantisaurus (nevének jelentése 'Adamantina-gyík') a titanosaurus sauropoda dinoszauruszok egyik neme, amely a késő kréta korban élt a mai Dél-Amerika területén. Mindössze hat farokcsigolya alapján ismert, de sauropodaként feltételezhető, hogy igen nagyméretű, hosszú nyakkal és farokkal rendelkező állat lehetett. Lehetséges, hogy páncélzatot viselt, de a további leletek felfedezéséig a pontos megjelenése rejtély marad.
Bár az állat maradványairól már 1959-ben beszámoltak, a két brazil őslénykutató, Rodrigo Santucci és Reinaldo Bertini csak 2006-ban nevezték el és írták le. Ebben az évben ez volt az első dinoszaurusz, amit elneveztek. Az egyetlen fajt (az A. mezzalirait) a példányt felfedező és nyomtatásban először megemlítő brazil geológus, Sergio Mezzalira tiszteletére nevezték el. Az Adamantisaurus nemet a São Paulo állambeli Adamantina-formáció után nevezték el, amely a fosszília lelőhelyéül szolgált, a névhez kapcsolódó, 'gyík' jelentésű ógörög σαυρος / szaürosz szó pedig a dinoszaurusz neveknél használt leggyakoribb utótag.
Az Adamantina-formáció a Bauru-csoport geológiai formációihoz tartozik. A Bauru-csoport sztratigráfiája és pontos kora jelenleg kérdéses, de az Adamantina keletkezése valószínűleg a késő kréta kor turon korszaka és kora maastrichti alkorszaka közé (körülbelül 93–70 millió évvel ezelőttre) tehető. Az Adamantisaurus az Adamantina-formációban együtt élt egy másik titanosaurusszal, a Gondwanatitannal.
Sok más titanosaurushoz hasonlóan az Adamantisaurus csak hiányosan ismert, ami megnehezíti a pontos rokoni kapcsolatainak meghatározását. Azonban hasonlóságokat találtak közte, az Aeolosaurus, valamint a Bauru-csoport egy korábban „Peiropolis titanosaurusként” ismert, jelenleg Trigonosaurusnak nevezett titanosaurusa között.

## Fordítás
Ez a szócikk részben vagy egészben a Admaantisaurus című angol Wikipédia-szócikk ezen változatának fordításán alapul.  Az eredeti cikk szerkesztőit annak laptörténete sorolja fel. Ez a jelzés csupán a megfogalmazás eredetét és a szerzői jogokat jelzi, nem szolgál a cikkben szereplő információk forrásmegjelöléseként.